# Fannia hirtitibia
Fannia hirtitibia är en tvåvingeart som beskrevs av Feng och Xue 2006. Fannia hirtitibia ingår i släktet Fannia och familjen takdansflugor. Inga underarter finns listade i Catalogue of Life.